# هری مورتیمر هابل
هری مورتیمر هابل (انگلیسی: Harry Mortimer Hubbell; ۳۰ اوت ۱۸۸۱ – ۲۴ فوریهٔ ۱۹۷۱) استاد دانشگاه اهل ایالات متحده آمریکا بود.
وی همچنین برندهٔ جوایزی همچون برنامه فولبرایت شده‌است.